# 東鉄タクシー

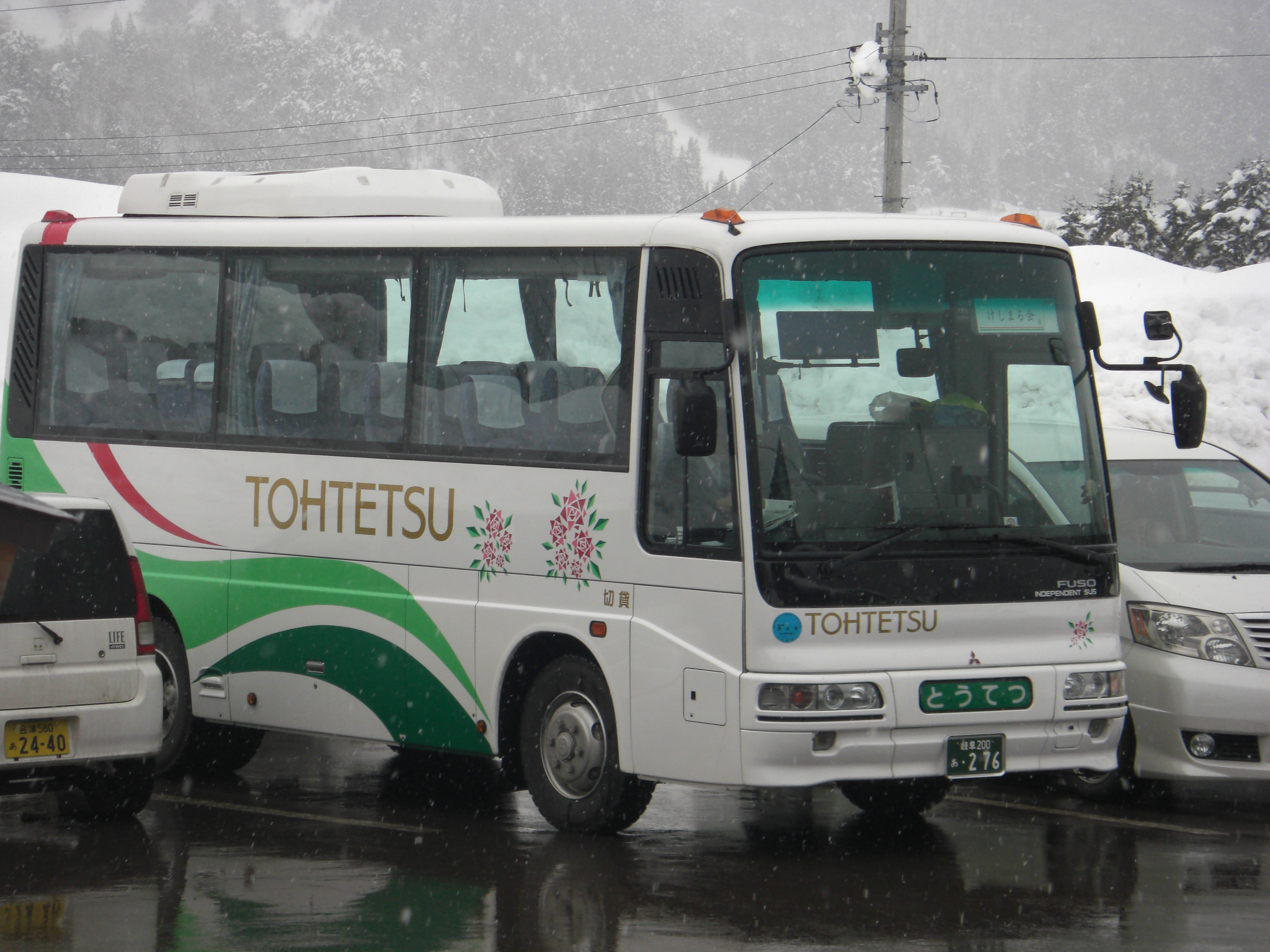
東鉄タクシーの貸切バス車両
小型サロンバス21人乗り
三菱ふそう・エアロミディMJ

東鉄タクシー株式会社（とうてつタクシー）は、岐阜県多治見市に本社を置くタクシー・バス事業者。東濃鉄道のグループ会社で、名鉄グループに属する。
岐阜県東南部（東濃地区）を営業エリアとし、同地区で最大規模のタクシー会社である。貸切バス事業は親会社の東濃鉄道が大型観光バス中心なのに対し、主に中小型観光バスやマイクロバスを扱う。また乗合バス事業として、多治見市コミュニティバス「ききょうバス」の運行も受託する。
名鉄グループのタクシー事業者ではあるが、名鉄タクシーホールディングス傘下ではない。なお親会社の東濃鉄道は名鉄グループバスホールディングスの傘下である。

## 沿革
- 1973年（昭和48年） - 東濃鉄道株式会社のタクシー部門を分離して会社設立。
- 1975年（昭和50年） - 旭タクシー（中津川市）と陶都タクシー（多治見市）を吸収合併する。
- 1995年（平成7年） - 貸切バス事業を始める。
- 2008年（平成20年） - 乗合タクシー事業を始める。
- 2011年（平成23年） - 「貸切バス事業者安全性評価認定制度」に基づく貸切バス事業者に認定される。
- 2013年（平成25年）1月31日 - 同じ名鉄グループの北恵那交通（中津川市）からタクシー事業を譲受。
- 2025年（令和7年）4月1日 - グループ会社の東鉄商事に吸収合併されて法人は解散。東鉄商事は東鉄アシストに社名変更した[1]。

## 営業所
- 多治見営業所（多治見市）
- 土岐・瑞浪営業所（瑞浪市）
- 恵那営業所（恵那市）
- 可児営業所（可児市）
- 中津川営業所（中津川市）
- 貸切事業部（多治見市）

## バス車両
名鉄グループであるため、三菱ふそう車が多く在籍する。ただし、2017年（平成29年）までに三菱ふそうで中型車および大型短尺車の生産が終了したことから、その後は日野・セレガの9mボディ車を導入している。
多治見市コミュニティバス「ききょうバス」オリベ観光ルートの専用車として、廃止された元「コミュニティバス802」用の日野・リエッセが東濃鉄道から移籍し、カラーリングをほぼ変えずに使用されている（岐阜200か2089）。